# Villanelle (gedicht)
Een villanelle is een dichtvorm uit de zestiende eeuw. Bij deze vorm, ontwikkeld in Frankrijk tijdens de renaissance, heeft een gedicht negentien regels met twee viermaal terugkerende en daardoor obsederende regels.

## Gedicht
De villanelle als literaire dichtvorm van negentien regels zonder muziek gebruikt een vast rijmschema:
A b B - a b A - a b B - a b A - a b B - a b A B
dus vijf terzines met een afsluitende kwatrijn.
De twee versregels A en B worden enkele malen letterlijk herhaald. De kunst van de villanelle bestaat uit de zinvolle meerduidigheid van de terugkerende regels. De Franse dichter Jean Passerat voerde deze dichtvorm - met maar drie terzinen - in met zijn volgende La Tourterelle envolée (1606, "Het weggevlogen duifje"): 
J’ai perdu ma tourterelle A  (vertaling: Ik ben mijn duifje kwijt)
Est-ce point elle que j’oy? b (Hoor ik haar echt?)
Je veux aller après elle B (Ik wil haar achterna)
Tu regrettes ta femelle a
Hélas! aussi fais-je, moi b
J’ai perdu ma tourterelle A
Si ton amour est fidèle a
Aussi est ferme ma foi b
Je veux aller après elle B
Mort que tant de fois j’appelle a
Prends ce qui se donne à toi! b
J’a perdu ma tourterelle A
Je veux aller après elle B
Hoewel de villanelle uit Italië en Frankrijk stamt, waren het vooral Engelstaligen, zoals Dylan Thomas in Do not go gentle into that good night, die deze dichtvorm beoefenden.
De dichtvorm is feitelijk een strambotto met een refrein erbij. Die strambotto bevat acht versregels van elk elf lettergrepen, met wisselend rijm.

## Trivia

### In fictie
In de Britse televisieserie Killing Eve heeft de Russische maniakale huurmoordenares de codenaam Villanelle.